# Bravo F1
A Bravo F1 egy spanyol versenycsapat volt, amely benevezett az 1993-as Formula–1 világbajnokságra, ám végül mégsem indult el. Az alapító, Jean-Francois Mosnier hirtelen halálát és egy sikertelen töréstesztet követően a Bravo már a szezonnyitó előtt visszalépett a sorozattól. A csapatnál dolgozó Adrián Campos 2010-ben a Hispania projektjében is szerepet vállalt.
Az istálló autója, a Bravo S931-es az Andrea Moda S921-es továbbfejlesztett változata lett volna, amelyet Nick Wirth tervezett, és a Judd erőforrásait használta volna. A csapat versenyzőjelöltjei Nicola Larini, Ivan Árias, Jordi Gené és Damon Hill voltak.
A Bravo egyébként nem az első spanyol F1-es projekt lett volna, hiszen a Pegaso csapat is részt szeretett volna venni az 1954-es spanyol nagydíjon, ám mivel az autójuk sosem épült meg, az a projekt is sikertelen véget ért.

## Fordítás
Ez a szócikk részben vagy egészben  a   Bravo F1 című angol Wikipédia-szócikk ezen változatának fordításán alapul.  Az eredeti cikk szerkesztőit annak laptörténete sorolja fel. Ez a jelzés csupán a megfogalmazás eredetét és a szerzői jogokat jelzi, nem szolgál a cikkben szereplő információk forrásmegjelöléseként.